# Meshulam Dovid Soloveitchik
Meshulam Dovid Soloveitchik (en hebreo: משולם דוד סולובייצ'יק) (Brest, 21 de octubre de 1921-Jerusalén, 31 de enero de 2021) fue un rabino ortodoxo, director de una de las ramas de la Yeshivá Brisk en Jerusalén. Los jóvenes estudiantes del Talmud, asisten a la Yeshivá Brisk de Jerusalén, muchos de ellos proceden de los Estados Unidos. Meshulam es hijo del Rabino Yitzchak Zev Soloveitchik, el yerno del Rabino Osher Sternbuch de Londres, y el cuñado del Rabino Moishe Sternbuch y el Dayan Chanoch Ehrentreu.

## Biografía

### Primeros años
Soloveitchik tenía doce hermanos, y era el tercer hijo nacido del Rabino Yitzchok Zev Soloveitchik y su esposa, Alte Hindl, la hija del Rabino Chaim Yehuda Leib Auerbach (el padre del Rabino Shlomo Zalman Auerbach) de Jerusalén. A pesar de que la fecha exacta de su nacimiento es desconocida, su hermano mayor Chaim nació en enero de 1920 y su hermano menor Refoel Yehoshua, nació en la primavera de 1924. Es llamado Meshulam por su tatarabuelo materno, Meshulam Auerbach, quien propuso el sidduch entre su nieta y el hijo del Rabino Jaim Soloveitchik.

### Director de la Yeshivá
Su yeshivá está ubicada en la sección de Gush Shemonim de Jerusalén. Uno de sus estudiantes fue el Rabino Moshe Twersky. No ha publicado ninguna obra sobre el Talmud, pero muchas de sus obras han sido publicadas por sus estudiantes, especialmente las últimas impresiones de las obras de su padre. Está considerado por los alumnos de Brisk, como uno los auténticos vestigios del judaísmo lituano, anterior a la Segunda Guerra Mundial, y es a menudo mencionado por sus memorias de su padre y su abuelo, y por sus enseñanzas. El hijo de Soloveitchik, Velvel, es el yerno del Rabino Berel Povarsky, es un maguid shiur (un lector), en la yeshivá de su padre. Su hija está casada con el Rabino Nechemya Kaplan, el director (Rosh Yeshiva) de la Yeshivá Shaar HaTalmud de Jerusalén.